# Шельси, Джачинто

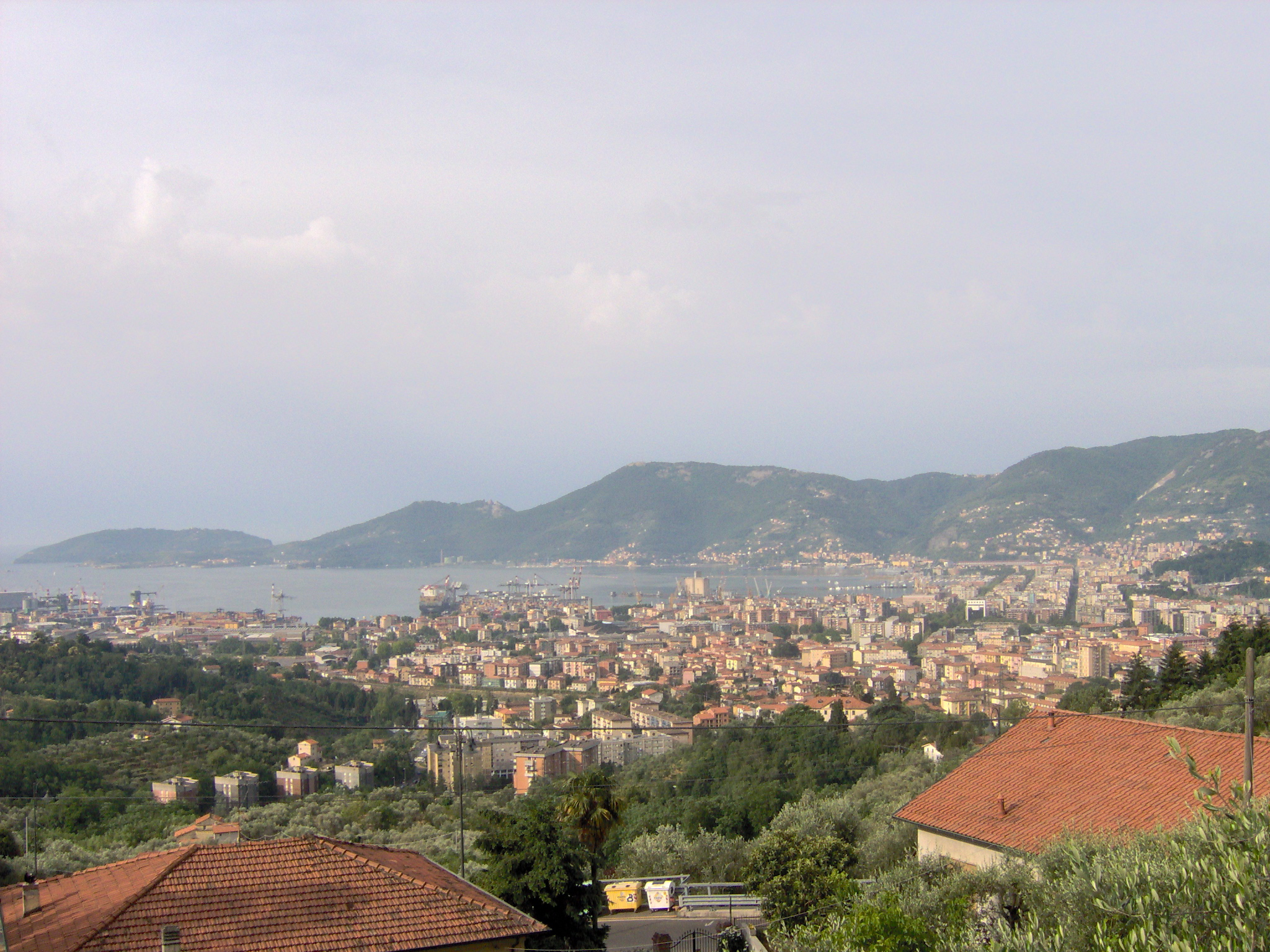
Панорама Специи

Джачи́нто Шельси, граф Аяла Вальва (итал. Giacinto Scelsi, Conte di Ayala Valva; 8 января 1905, Специя — 8 августа 1988), Рим) — итальянский композитор и поэт, автор эссе по музыкальной эстетике, четырёх книг стихов (на французском языке).

## Жизнь и творчество
Выходец из старинной итальянской аристократии, многие поколения жившей в Южной Италии в окрестностях Неаполя, учился в Риме, Женеве и Вене. Одним из первых, ещё в 1930-е годы, ввел в итальянскую музыку додекафонию Арнольда Шёнберга, поиски Альбана Берга и Александра Скрябина. В конце 1940-х после мучительного разрыва с женой пережил затяжной моральный кризис, пересмотрел своё понимание музыки, в том числе — написанной им самим. В 1950-х предпринял несколько путешествий на Восток (Индия, Непал), обратился к источникам восточной духовности. Его музыка этого периода, добивающаяся необыкновенной смысловой концентрации и написанная чаще всего для единственного любимого инструмента — фортепиано, строится на вариациях одной ноты («Четыре пьесы на одну ноту», 1959, и др.), что предвосхищает поиски минимализма и спектральной музыки.
Долгие годы Шельси жил и экспериментировал в своей римской квартире напротив холма Палатин в полном одиночестве и лишь в 1970—1980-х гг., общаясь с французскими стипендиатами на вилле Медичи (Тристан Мюрай, Жерар Гризе, Микаэль Левинас и др. члены группы фр. l'Itinéraire, «Маршрут»), нашёл взыскательную аудиторию, заинтересованную его визионерскими исканиями 1960—1980-х годов, и круг музыкантов, с которыми постоянно работал и общался (певица Митико Хираяма и др.). При этом его многолетними друзьями были Анри Мишо, Константин Бранкузи, Тристан Тцара и другие лидеры обновления искусства XX века. Тем не менее, став одним из крупнейших реформаторов музыкального языка второй половины XX века и получив в конце 1980-х широкое признание, Шельси ориентировался не столько на радикальный авангард, сколько на синтез авангардных поисков с наиболее архаическими, ритуальными традициями различных культур мира.
Повлиял на творчество Петера Ружички, Кайи Саариахо, Тристана Мюрая, Юрга Виттенбаха, Сергея Белимова.

## Музыкальные сочинения
- Rotativa (1929);
- Concertino (1934);
- Quartetto n. 1 (1944, струнный квартет);
- La nascita del Verbo (1948, для смешанного хора и оркестра);
- Suite n. 8 «Bot-ba» (1952, сюита для фортепиано);
- Suite n. 9 «Ttai» (1953, сюита для фортепиано);
- Yamaon (1954);
- Divertimento n. 5 (1956, для скрипки соло);
- Tre canti sacri (1958, для смешанного хора);
- Trio per archi (1958, трио для струнных);
- Kya (1959);
- Quattro pezzi su una nota sola (1959), для камерного оркестра)
- Hô (1960, для сопрано соло);
- Quartetto n. 2 (1961, струнный квартет);
- Riti: I funerali d’Achille (1962);
- Chukrum (1963);
- Anahit (1965);
- Ko-Tha (1967);
- Okanagon (1968, для арфы, тамтама и контрабаса);
- Antifona (sul nome Gesù) (1970, для мужского хора и тенора);
- Canti del Capricorno (1972);
- Sauh III e IV (1973, для женского хора);
- In nomine luci (1974, для органа, памяти Ф.Эванджелисти);
- Pfhat (1974);
- Dharana (1975);
- Maknongan (1976, для контрабаса);
- Quartetto n. 5 (1985, струнный квартет);
- Krishna e Rada (1986, для флейты и фортепиано);
- Un Adieu (1988, для фортепиано).

## Тексты
- Son et musique. Roma; Venecia: Ed. le parole gelate, 1981 (на фр. яз.)